# Anopheles darlingi
Anopheles darlingi es una especie de mosquito, de la familia Culicidae.
Tiene una amplia distribución geográfica en regiones tropicales y subtropicales desde México hasta Argentina. Se ha encontrado en áreas afectadas por la deforestación y los cambios ambientales causados por los humanos. Es una de las principales especies de mosquitos que se sabe que son responsables de la malaria en la Amazonia.